# Bogneča vas
Bogneča vas je naselje v Občini Mokronog - Trebelno.